# 經濟一週
《經濟一週》（英文：Economic Digest）是香港一本以投資為主題的雜誌，現由楊受成所擁有的英皇集團旗下的新傳企劃出版。該雜誌創刊於1981年6月15日，現改為逢星期六出版。該雜誌目前的主要競爭對手為經濟日報集團出版的iMoney。

## 銷量及讀者
根據兩大權威市場調查報告Nielsen Media Index及Synovate Media Altas 2010年報告顯示，《經濟一週》為全港讀者人數最多的財經週刊，讀者人數高達18萬。《經濟一週》讀者群主要為關注環球經濟、投資資訊及市場營商環境的企業家、銀行家、投資者、高級管理層及行政人員。 

## 內容
《經濟一週》每期一書4冊，內容全面，幫助讀者「創富攻‧守」：
《經濟一週》主書 —— 憑藉30年財經市場經驗，為讀者提供最貼市的投資策略；
《Cash》—— 消費優惠、格價資訊、地產投資攻略、新樓市情報及投資理財故事，助讀者掌握創富攻守之道；
《牛熊證專家 / 窩輪贏家》—— 專業分析各種指數、行業窩輪及牛熊證，讓讀者捕捉每個短炒獲利機會；
《大藍籌指南》—— 詳盡剖析藍籌股投資價值，包括10年詳盡公司營運數據、行業獨到分析、實用技術教室、公司尋寶方法等。
《經濟一週》逢星期六出版，定價港幣20元。

## 外部連結
- 《經濟一週》網站 （页面存档备份，存于）